# Хильдерс
Хильдерс (нем. Hilders) — община в Германии, в земле Гессен. Подчиняется административному округу Кассель. Входит в состав района Фульда. Население составляет 4673 человека (на 31 декабря 2010 года). Занимает площадь 70,38 км².

## Население
| Год  | Численность | Численность |
| ---- | ----------- | ----------- |
| 2017 | 4662        | [ 1 ]       |
| 2019 | 4687        | [ 4 ]       |
| 2021 | 4654        | [ 5 ]       |
| 2022 | 4859        | [ 6 ]       |
| 2023 | 4834        | [ 2 ]       |

## Города-побратимы

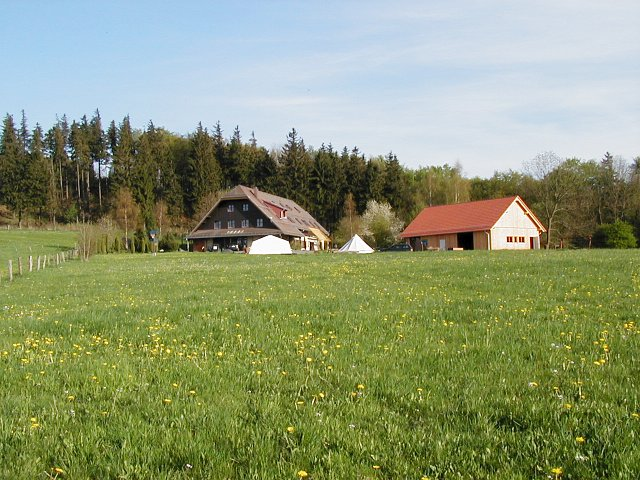
Хильдерс

- Изегем, Бельгия